# 산제이 굽타

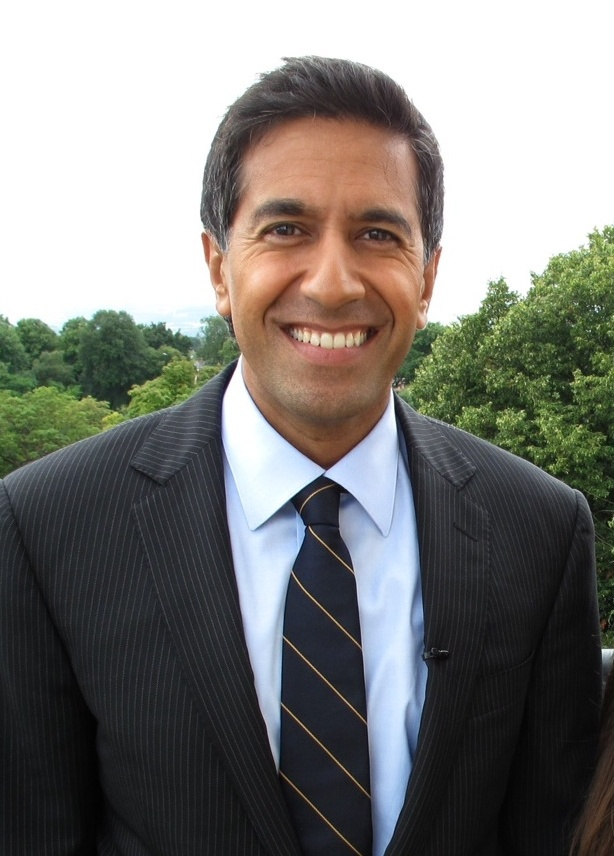
산제이 굽타

산제이 굽타(Sanjay Gupta, 1969년 10월 23일 ~ )은 미국의 방송인, 의학전문기자이다.